# Pato doméstico
Patos domésticos ( Anas platyrhynchos domesticus) são patos domesticados e criados para consumo de carne e ovos. Alguns são mantidos para exibição ou por seu valor ornamental. A maioria das variedades de patos domesticados, com exceção do pato-real e seus híbridos, descende do pato-real, que foi domesticado na China por volta de 2000 a.C.

## Origens
Os patos domésticos parecem, a partir do sequenciamento do genoma completo, ter se originado de um único evento de domesticação de patos-reais durante o Neolítico, seguido por uma rápida seleção para linhagens que favoreciam a produção de carne ou ovos. Eles provavelmente foram domesticados no sul da China por volta de 200 a.C.   – pelos ancestrais cultivadores de arroz dos modernos sudeste-asiáticos – e se espalharam para fora daquela região. Existem poucos registros arqueológicos, então a data da domesticação é desconhecida; os primeiros registros escritos estão em escritos chineses Han da China central datados de cerca de 500 a.C. A criação de patos para carne e ovos é uma indústria antiga e difundida no sudeste da Ásia.

## Raças

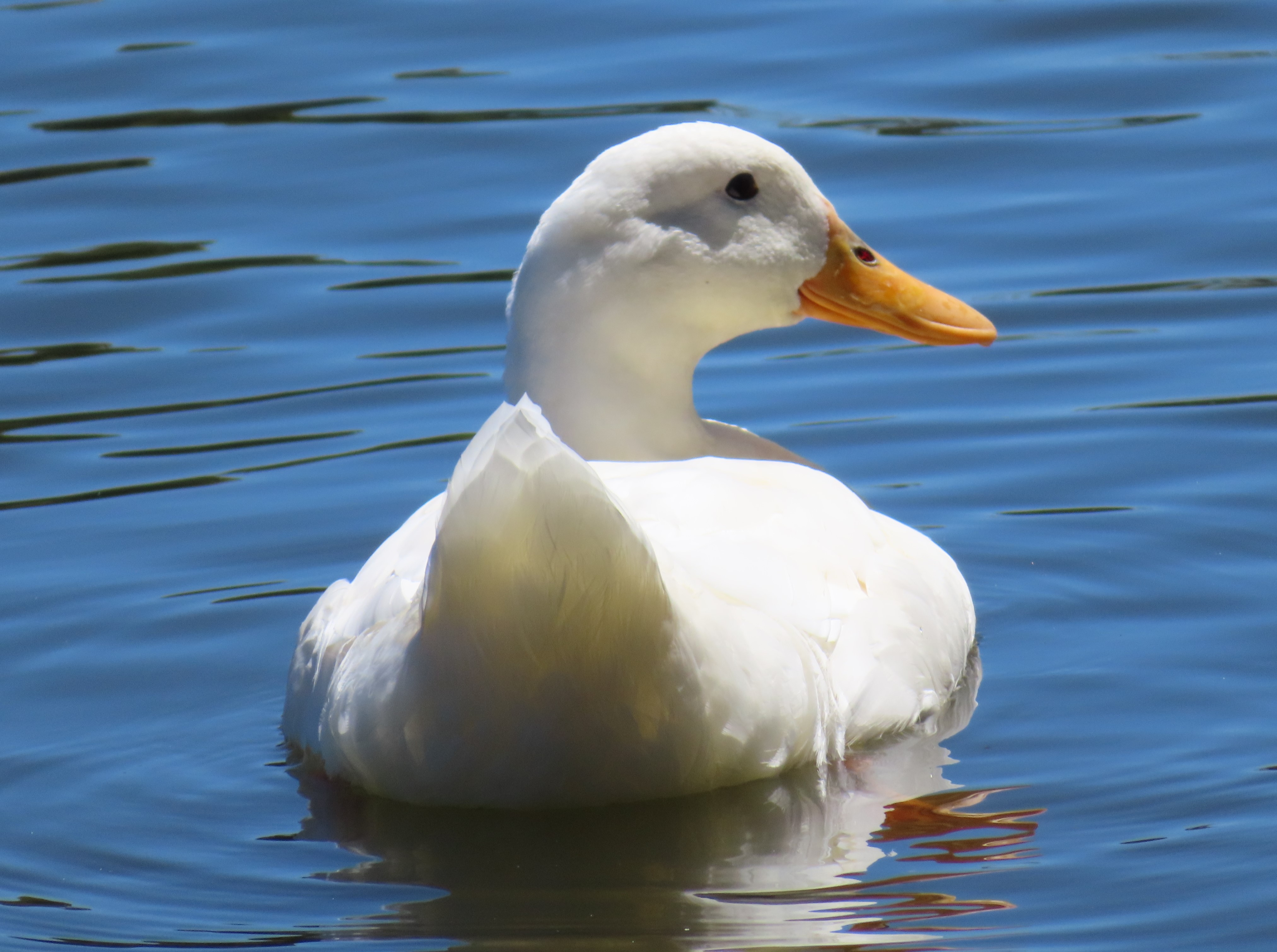
Pato de pequim
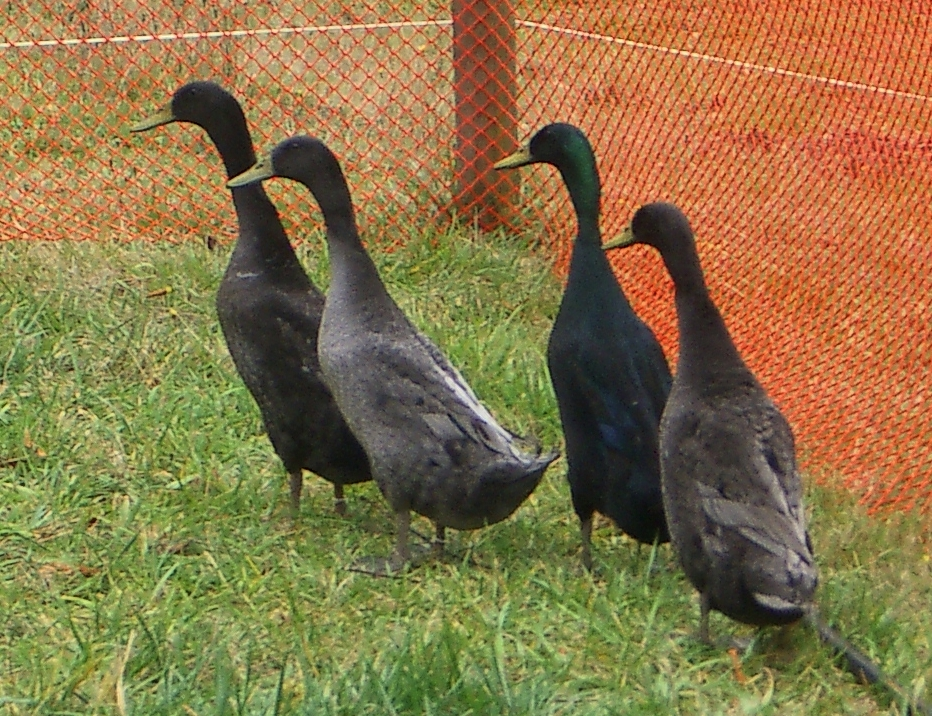
Pato corredor indiano
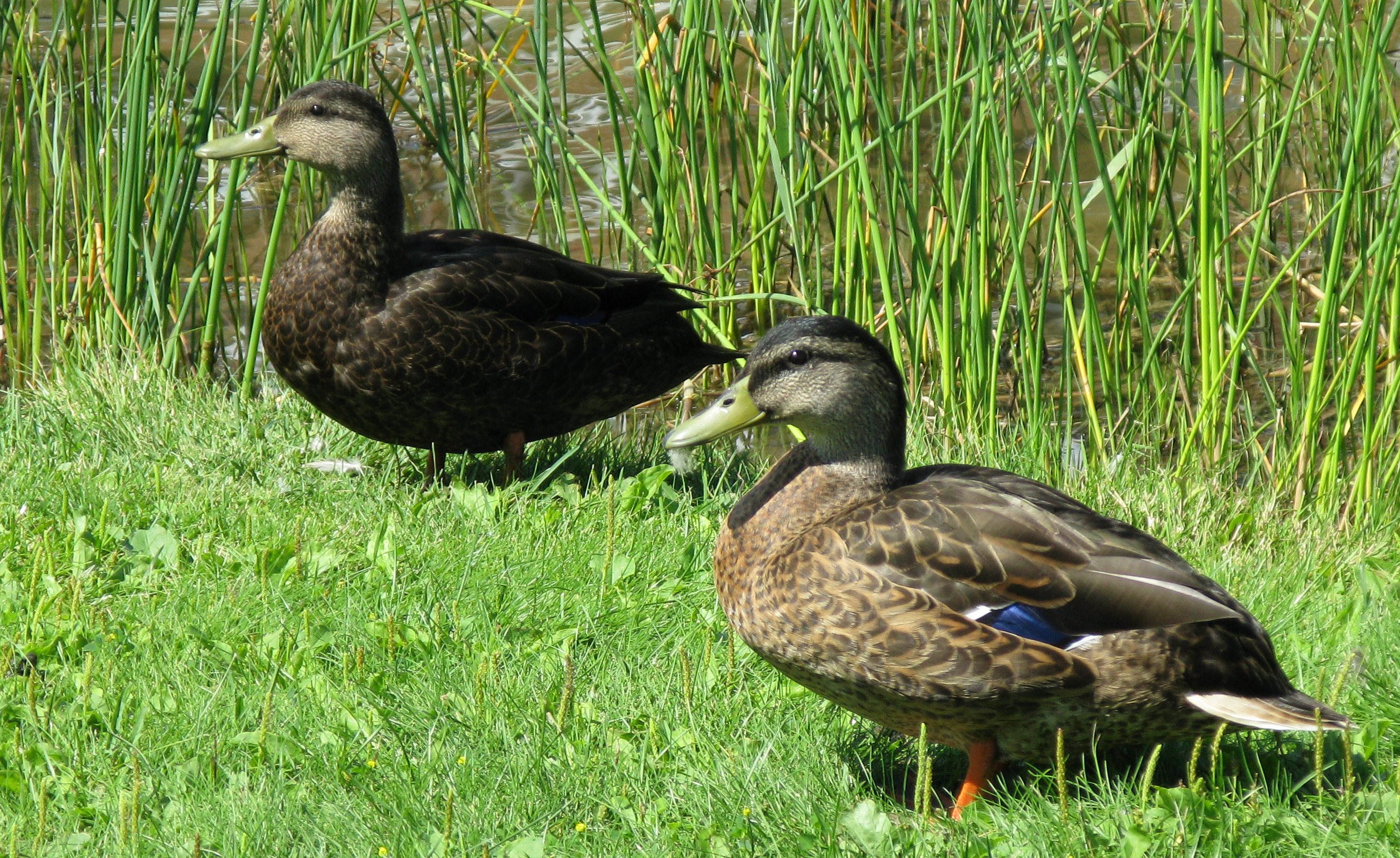
Pato-preto-americano
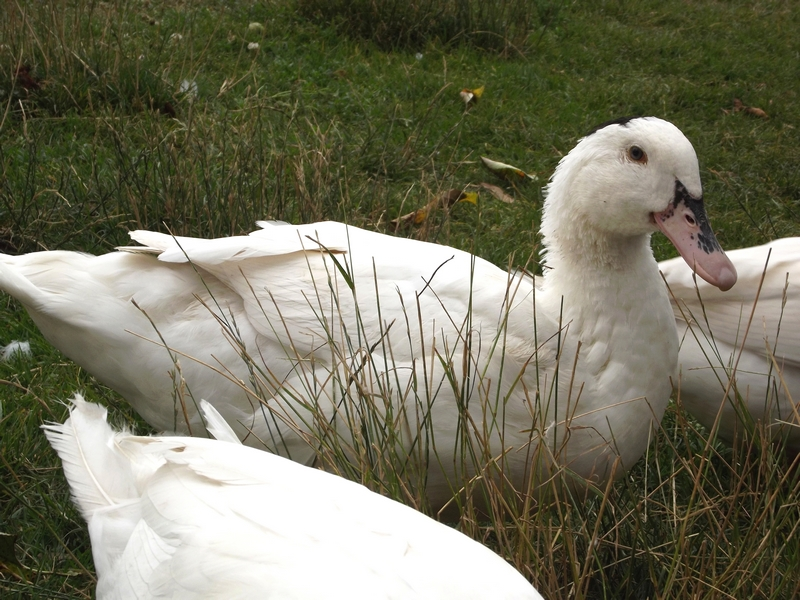
Mulard - Híbrido de pato-mudo e marreco
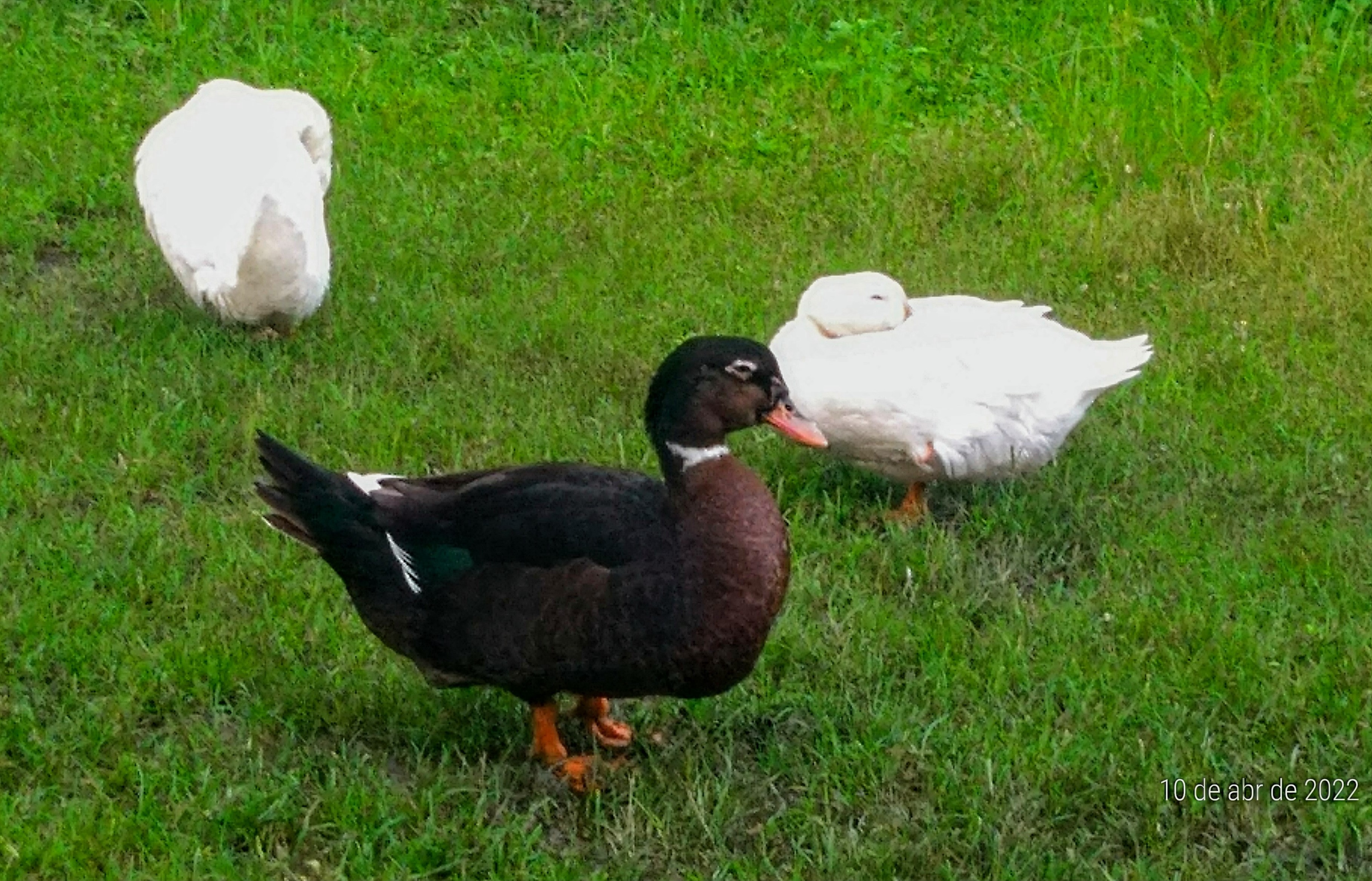
Hinny - Híbrido entre um marreco macho e um pato-mudo fêmea
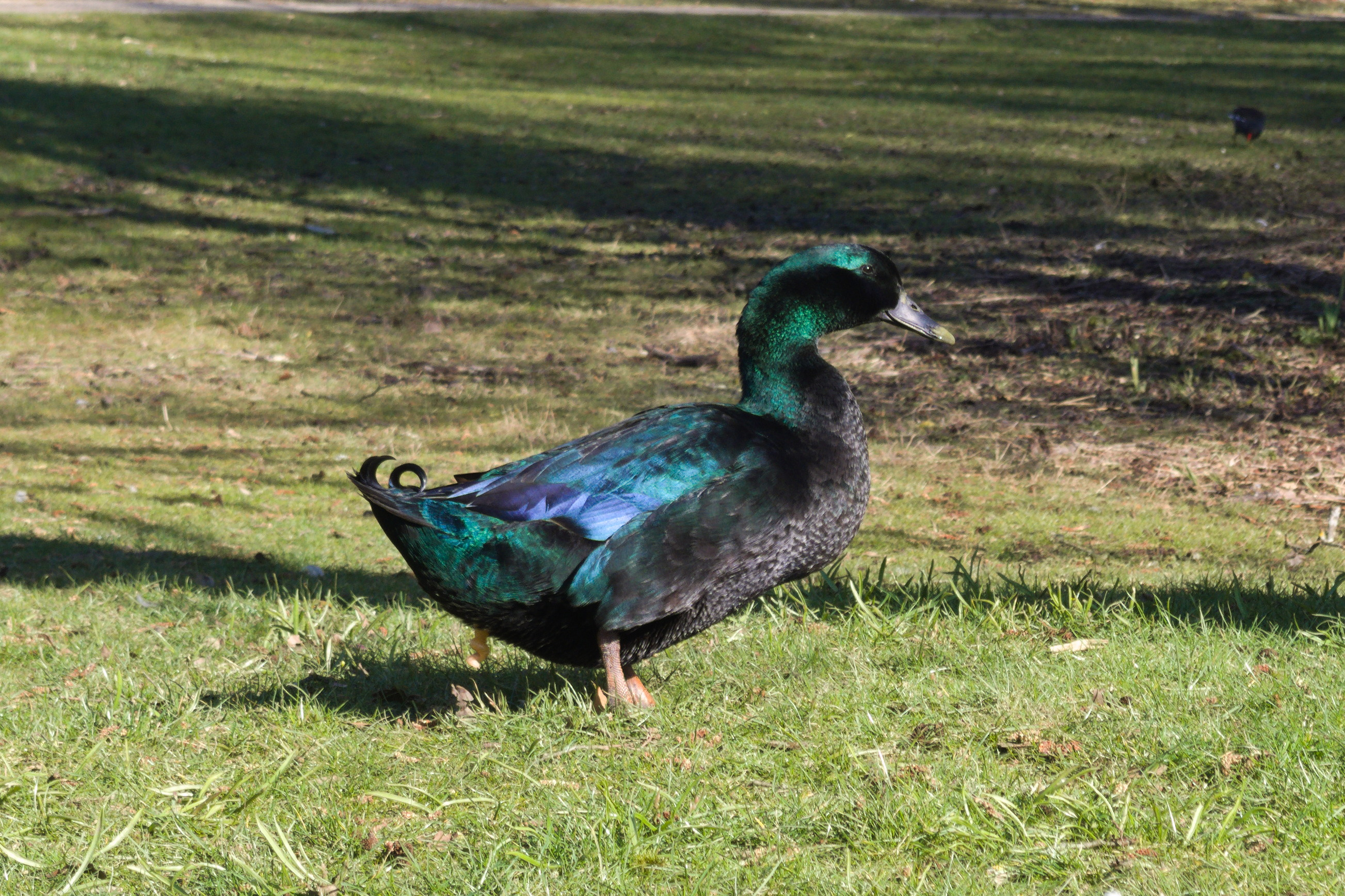
Cayuga, raça de marreco, descendente híbrido de Anas rubripes x Anas platyrhynchos domesticus
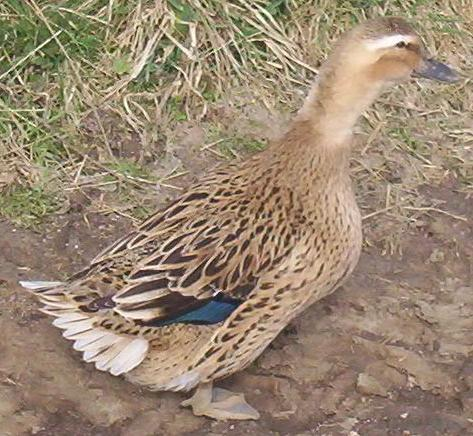
Rouen
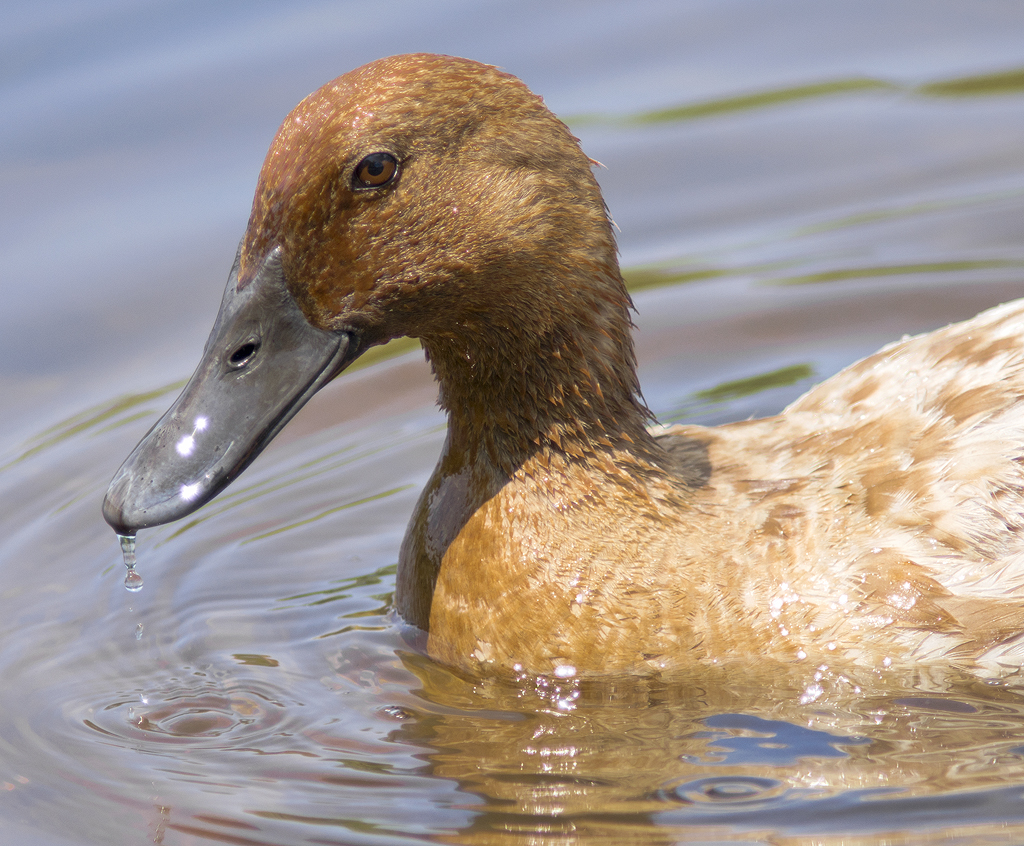
Pato Khaki Campbell